# Jon Stewart
Jon Stewart (født Jonathan Stuart Leibowitz den 28. november 1962) er en amerikansk komiker, skuespiller, forfatter og fjernsynsproducer, bedst kendt som vært på talkshowet The Daily Show, som sendes af Comedy Central, der ejes af Viacom. Det er navnlig disse udsendelser, der har gjort Stewart kendt, men har også medvirket i et enkelt afsnit af komedieserien Spin City. Han har desuden vakt en del opmærksomhed som kritiker af de etablerede nyhedsmedier. Han definerer selv sit show som primært komedie, men en undersøgelse i forbindelse med præsidentvalget i 2004 viste, at The Daily Shows seere var bedre orienteret om valgets politiske indhold end seere, der havde fulgt CBS, ABC, NBC, Fox News eller CNNs valgdækning.
Efter i nogle år at have arbejdet sammen med Stewart på The Daily Show fik hans kollega Stephen Colbert sit eget, "The Colbert Report". De to refererede flittigt og koordineret til hinandens udsendelser.
I 2006 og 2008 var John Stewart vært ved Oscar-uddelingen.
DR2 viste i nogle år The Daily Show fire dagen om ugen med en dags forsinkelse. Dette ophørte i 2014, da Comedy Central fik sin egen TV-kanal i Danmark.
10. februar 2015 meddelte Jon Stewart, at han ville stoppe som vært for The Daily Show. Hans sidste afsnit fandt sted 6. august, hvorefter han blev afløst af Trevor Noah.
24. januar 2024 meddelte Comedy Centra ifølge New York Times, at Jon Stewart 12. februar ville vende tilbage til The Daily Show for hver mandag i valgåret 2024 at dække valgkampen op til præsidentvalget 5. november.

## Indflydelse på medier
I oktober 2004 var Stewart gæst på CNNs Crossfire. Udsendelsen skiftede karakter, da Stewart gav en nådesløs generel kritik af programmets facon og studieværternes overfladiske tilgang til politiske emner. Denne udsendelse skabte megen røre i offentligheden i almindelighed og en selvkritisk debat i mediekredse i særdeleshed. Crossfire blev nedlagt et par måneder senere, en beslutning CNN offentligt tilskrev Stewarts kritik.
I marts 2009 vakte Stewart igen opsigt efter gentagne gange at have kritiseret CNBC, en ellers velanskreven TV-kanal, der primært henvender sig til et publikum med professionel interesse i finansmarkeder. Stewart demonstrerede med mange klip fra TV-arkiver, at CNBC havde forsømt at fremlægge uafhængige analyser af USAs finansmarked op til dettes sammenbrud i vinteren 2008-2009. CNBCs Jim Cramer lod sig interviewe af Jon Stewart i The Daily Show 11. marts 2009, et interview der blev ivrigt debatteret i førende medier.